# ひつじの涙
『ひつじの涙』（ひつじのなみだ）は、日高万里による日本の漫画作品。
漫画雑誌『花とゆめ』（白泉社）2001年19号より2003年23号まで連載された。単行本は全7巻。

## 物語
高校へ入学したばかりの主人公・蓮見 圭（はすみ けい）は、同じクラスの神崎 京介（かんざき きょうすけ）が一人暮らししている部屋に入ることを目標としている。静かな生活を求めて一人暮らしを始めた神崎には相手にされないものの、圭は決して諦めない。それは昔から憧れていたある人の、大切なものを探しているためで…

## 登場人物
声はドラマCD（『花とゆめ』応募者全員サービス※非売品）及び付録のもの。
蓮見 圭（はすみ けい）
声 - 田村ゆかり
紫ノ塚学園高等部1年4組。研修部所属。自称：諦めの悪い女。好物はイチゴミルク。
共働きの両親と双子の兄を持つ。家族仲は悪くないが、複雑な家庭事情があるため、幼い頃よりストレスを感じやすい体質に。家族に心配をかけないように努めるものの、それがまたストレスとなり負担となり、小4の時に拒食症を患う。以来普段から食が細くなり、ストレスが極限に達すると拒食症状を発する。中1の春休みに交通事故に遭って入院していたため、1年留年している。普段は明るく元気な女の子。神崎の向かいのアパートに兄2人と暮らしている。
小4の時の入院時に、実兄・彩人の友人である諏訪駆と出会い、救われる。一方で、駆と鳥花の破局は自分のせいだと思い、その引き金となった駆の指輪を探すため紫ノ塚学園を志望。神崎の住むアパートの205号室に侵入するのが目標。諏訪駆は特別な存在であり、恋愛対象と見ていたが、それは違うと判断し、最終話で、神崎はいることが当たり前だが、自分にとってはかけがえのない存在だと自覚する。そして、神崎に告白の返事をし、見事神崎と結ばれた。
神崎 京介（かんざき きょうすけ）
声 - 伊藤健太郎
紫ノ塚学園高等部1年4組。圭が侵入を試みる205号室の住人。以前は姉が住んでいたため、部屋は乙女部屋となっている。温和すぎるサラリーマンの父、バリバリのキャリアウーマンの母、そんな母に育てられた凶暴な姉2人に囲まれて育ったため、必然と弟である彼は下っ端に。齢15にして家事全般を完璧にこなす。
生まれつき、左目の視力が極端に弱く、うまく距離感覚をつかめない。そのため、中学の頃所属していたバスケットボール部の最後の試合でミスをしてしまい、それ以来バスケットボールに大きなコンプレックスを抱いている。何もかも忘れようと、知り合いが受けていない紫ノ塚学園を志望し、姉の静の計らいにより一人暮らしを始める。当初喧嘩ばかりしていた圭とも、段々とお互いを理解、次第に惹かれていく。41話で、ようやく圭に告白した。その直後圭の前では普通を装ってはいたものの、内心はボロボロであったりする。また、相手をするときはぶつぶつ文句を言いながら、決してその人物を嫌いになれないという悲しい性分もある。普段は突っ込み係やられキャラ（圭いわく）で、君島や、彩人に遊ばれることもしばしば。最初のほうでは無愛想とあったが、現在その印象は消えている。
天馬 彩人（たかま さいと）
声 - 子安武人
紫ノ塚学園の日本史教員。圭と神崎のクラス（1-4）の副担任であり、圭の実兄。研修部顧問でもある。蓮見理人は一卵性の双子の兄である。
紫ノ塚学園卒業生であり、諏訪駆・羽野蝶子・羽野鳥花とは同級生であると同時に、研修部の創部メンバーである。体型とは正反対の大食らい。現在は、圭と理人と3人暮らし。父方の叔母である加也乃は特別な存在であり、彼女の余命が長くないことを知り、母親になりたいと願っていた彼女のため養子入りを決意する。そのため圭と苗字が違う。義弟である凌が紫ノ塚学園におり、説明が面倒なので学園内での圭と彩人の関係はいとことなっている。
諏訪 駆（すわ かける）
紫ノ塚学園の卒業生であり、彩人の親友。圭の憧れの人。研修部の創部メンバーでもある。神崎の住む205号室に、神崎の姉・静の前の住人。現在はミステリー作家として活動している。圭が病院に入院している同時期に、十二指腸潰瘍で入院。圭のイチゴミルク好きは駆の影響。鳥花の元婚約者。
圭曰く「雲のような人」でおちゃらけた性格ではあるが、ふと口にする言葉はかなり真面目であり、また的を射ている。子供のようで、誰よりも大人。他人の気持ちに敏感である。交通事故で記憶喪失になり、12歳以降の記憶がなくなり、彩人・羽野姉妹・圭と出会ったことは覚えていない。しかし、小さい頃からの習慣でつけていた日記により、自分にあった出来事は知っている。彼なりの独特な人生観を持っているが、それは圭だけではなく、後に神崎にも影響を与えることになる。
羽野 蝶子（はの ちょうこ）
声 - 幸田夏穂
紫ノ塚学園の保健医。紫ノ塚学園の卒業生で研修部創部メンバー。鳥花は二卵性の双子の妹である。
頭脳明晰でスポーツ万能だが、思っていることを素直に言えない性格のため、正反対の性格をした妹の鳥花に憧れを抱き、また、比べられることにコンプレックスを抱いていた。しかし、同じく双子である彩人や駆たちと過ごすうちに、解消。今は彩人と共に圭を見守っている。紫ノ塚学園時代は生徒会長を務めていた。
天馬 凌（たかま しのぐ）
声 - 緑川光
紫ノ塚学園高等部英語科1年E組の生徒。彩人の義父・広貴の再婚相手の連れ子である。圭や海響と同い年であるが、1年間留学していたため1年生である。人に興味がなく「好意」で接する人間も少ない。それ以外で人として意識された場合、高い確率で「敵意」である（鈴音談）。幼い頃から圭と仲は良かったが、とある事情のため今は微妙な関係。あの事故の日以来、クールな性格になった。圭の紫ノ塚の受験を否定したのは、圭のすべてが諏訪駆につながることを拒みたかったから、事故のあとに圭が、あの日の記憶を忘れていることにショックを受け、圭があきらめるか、自分が圭のことをあきらめるかを決めるため留学へ行っていた。余談だが、髪の色がよく変わる。
氷浦 鈴音（ひうら りおん）
声 - 柚木涼香
圭のクラスメイトで親友。中等部からの内部生。圭とは病院で知り合い、鈴音は気管支が弱くて入院していた。普段はとても元気。圭と兄・海響をこよなく愛する。凌とは犬猿の仲。軽音部所属、キーボード担当。
氷浦 海響（ひうら あおと）
声 - 杉田智和
鈴音の兄で、紫ノ塚学園高等部の生徒会長。中等部からの内部生。頭脳明晰で、学年トップ・全国模試上位の成績を持つ。スポーツも得意。凌のよき理解者であり親友。圭たちの事情にも詳しい。
名前は作者の友人の息子に由来。
君島 嵐士（きみじま あらし）
声 - 石田彰
神崎の中学校時代のバスケ部の先輩（因みに背番号は4番）。紫ノ塚学園高等部生徒会副会長で、普段はちゃらんぽらんな性格だが、海響から厚い信頼を得ているほどのしっかり者。女顔で美人。顔に似合わず乱暴で、勝負事に容赦ない。でも気のイイ人（神崎談）。圭たちの事情をある程度知っているのは、1年生時に研修部に所属していたから。また神埼が気に入っているのは弟と似ているからと証言している。女子からも人気がある。神崎から見ると迷惑な存在であり、頼れる兄のような存在であり、駆け込み寺にもされている。
蓮見 理人（はすみ りひと）
声 - 置鮎龍太郎
彩人の双子の兄であり、圭の実兄。一卵性のため彩人とは瓜二つ。見分けるポイントは眼鏡とタバコとピアスと性格。洋服屋店長。圭と自分の店の服を着た女性をこよなく愛する。彩人が圭の学校で働いていることが憎くてしょうがない、というほどの極度のシスコン。料理上手で主に家事を担当。
羽野 鳥花（はの とりか）
蝶子の二卵性の双子の妹。諏訪の元婚約者。研修部の創部メンバー。運動音痴で、紫ノ塚学園の球技大会種目が男女混合ドッジボールから男・バスケ、女・ソフトボールに変更された原因を作った人物。素直な性格。
諏訪 充（すわ みつる）
駆の7つ年上の兄。羽野姉妹の中学受験時の先生だった。事故で他界している。
鳥花のことが好きだったが、駆も鳥花が好きだったため身を引く。しかし駆はそのことを充の死後、彼の日記を発見して知ってしまい、鳥花も以前は充を好きだったため、自分が2人の可能性を摘んでしまったのではないかと思い、鳥花との婚約を解消してしまう。
天馬 加也乃（たかま かやの）
彩人の義母。故人。蓮見兄妹の父の妹、つまり叔母である。圭と面立ちが似ている。病弱であったため子供が産めず、兄夫婦の次男である彩人を自分の子供にしたがっていた。念願叶って彩人が養子入りしてくれたときは、とても喜んでいた。
天馬 広貴（たかま ひろき）
彩人の義父。加也乃の願いを叶えて養子入りしてくれた彩人に感謝している。加也乃の死後、再婚。彩人とも、連れ子である凌とも血は繋がっていない。
神崎 茨（かんざき いばら）
神崎の長姉。金髪の姉御肌。外には出さないようにしているが、誰よりも弟を心配している。妹の静とは様々な面で気が合うが、唯一部屋の趣味だけは妹と正反対。
神崎 静（かんざき しず）
神崎の次姉。普段は笑わないが可愛いものを見たときは笑む（本人談）。205号室の前の住人で、神崎に一人暮らしを勧めた人物。
趣 味：模様替え。故に205号室のインテリアも、後に実家の京介の部屋も勝手に模様替えしてしまう。

## 舞台
紫ノ塚学園
この物語の舞台。私立の学校であり、中等部と高等部がある。基本的には中等部から高等部へはエスカレーター式であるが、作中の描写を見ると、少数ではあるが編入生も募集するようである。
部活動には絶対参加であり、参加しない場合は研修部に強制入部である。
研修部
部活動絶対参加の紫ノ塚学園で、帰宅部生を強制収用する部。活動内容は、生徒会の手伝いをはじめ、全校生徒へ配布するしおりづくり等、雑用である。そのため「部活の墓場」と称される。部室は生徒会室の隣の資料準備室。
創部メンバーは、諏訪駆、天馬彩人、羽野姉妹である。
現在の顧問は彩人であり、1年生の部員は圭と神崎だけである。その年の夏は1泊2日の草むしり合宿を行った。
205号室
神崎が住んでいるアパートの1室。その前は、姉・静が、更にその前は駆が学生時代から兄・充と使っていた。
指輪の在り処の候補の1つであったため、圭は侵入を試みようとしていた。

## 絵本「ひつじの涙」
本作の作中作。ミステリー作家の諏訪駆が難しい漢字が読めない蓮見圭のために自主製作した世界で1冊の絵本。7巻収録の第41話でモノクロ版が読める。日高万里画集「ひつじの涙/世界でいちばん大嫌い」のふろくとしてオールカラーのミニ絵本が制作された。